# Mårtstjärnen
Mårtstjärnen är en sjö i Härjedalens kommun i Härjedalen och ingår i Ljusnans huvudavrinningsområde. Sjön har en area på 0,0733 kvadratkilometer och ligger 818,3 meter över havet.

## Delavrinningsområde
Mårtstjärnen ingår i det delavrinningsområde (690295-136083) som SMHI kallar för Inloppet i Översjön. Medelhöjden är 827 meter över havet och ytan är 10,23 kvadratkilometer. Räknas de 2 avrinningsområdena uppströms in blir den ackumulerade arean 32,19 kvadratkilometer. Rosseln som avvattnar avrinningsområdet har biflödesordning 3, vilket innebär att vattnet flödar genom totalt 3 vattendrag innan det når havet efter 323 kilometer. Avrinningsområdet består mestadels av skog (48 procent), sankmarker (30 procent) och kalfjäll (21 procent). Avrinningsområdet har 0,16 kvadratkilometer vattenytor vilket ger det en sjöprocent på 1,5 procent.